# Toporowce
Toporowce (ukr. Топорівці) – wieś na Ukrainie, w  obwodzie iwanofrankiwskim, w rejonie horodeńskim.